# NST新潟総合テレビ番組一覧
NST新潟総合テレビ番組一覧（エヌエスティーにいがたそうごうテレビばんぐみいちらん）は、NST新潟総合テレビにおいて現在放送されている番組ならびに過去に放送された番組の一覧である。

## 現在放送されている番組

### 自社制作番組
- スマイルナビゲーション（月 - 金曜 11:20 - 11:25、日曜 14:55 - 15:00）
- NST Newsタッチ（月曜 - 金曜 18:09 - 19:00） 深夜帯を除いた時間にYouTubeで同名のチャンネルでローカルニュース部分のループ配信を行っている。
- FNN・NST Live News イット!（土曜 - 日曜 17:30 - 18:00）
- NSTこんやのニュース（日曜 21:47 - 21:50、月曜 - 土曜 20:54 - 21:00。2015年3月29日までは『NSTニュース』）
- 八千代コースター（土曜 10:25 - 11:20。再放送・日曜 1:45 - 2:40<土曜深夜>）
- 潟ちゅーぶ（土曜 11:20 - 11:35。再放送・月曜 1:25 - 1:40<日曜深夜>）
  - 潟ちゅーぶ FLYDAY（金曜 22:52 - 23:00。再放送・土曜 2:35 - 2:43<金曜深夜>）
- KICK OFF! NIIGATA（土曜 11:35 - 11:50。再放送・日曜 2:40 - 2:55<土曜深夜>）
- シネマスタジアム（第2土曜、第4土曜 14:55 - 15:00。※時間変更の場合あり）
- 県からのお知らせ（土曜 12:55 - 13:00）
- スマイルスタジアムNST（土曜 18:00 - 18:55）
- アルビSTADIUM NST（土曜 18:55 - 19:00）
- ごるビバ（日曜 6:15 - 6:29。再放送・翌週土曜 1:50 - 2:05<翌週金曜深夜>[1]）女子プロ2名とアマチュアゴルファー2名の計4名での真剣ゴルフマッチ対決。（番組HP[2]より）2021年6月6日放送回よりYouTube公式チャンネル[3]で過去の放送分を配信している。
- NSTイベントナビ（日曜 17:25 - 17:30）
- NSTみんなのKEIBA（春季および秋季開催の日曜 15:00 - 16:00　夏季開催はフジテレビ制作『みんなのKEIBA』で中継するが、原則として実況はNSTのアナウンサーが行う。）
- 環境映像（放送機材保守点検日を除いた毎日　放送終了から開始まで天気予報付きの環境映像と共に小野リサのボサノヴァ曲をエンドレスで流している。）
- Vってなぁに?（2021年1月28日 0:30 - 1:00放送<27日深夜>） - MCのスーパー・ササダンゴ・マシンと越後屋ときなを中心にVTuberに視点を向けた番組。ローカル番組であるがミライアカリや星乃めあ、サントリーの企業VTuberである燦鳥ノムがゲスト出演している。
- BAN★バン - 放送終了直前に明日放送予定の番組のコマーシャルを番組としてまとめて放送している。
- 豊島心桜の若手社員さん質問です!

この他、傘下のNSTサービスによる『新潟いい品小路』の通信販売の案内が不定期に流れる。ただしスポットCM枠内であり、番組ではない。

### SP番組・催事関連番組
- NST新潟オープンゴルフトーナメント

2002 - 2004年は冠協賛としてサトウ食品が参画。2004年シーズンをもって開催打ち切りとなった。
- 車のアラシ テレビショッピング（年に1度放送）2010年代に車のアラシが閉店したため現在は放送していない。
- スマイルスタジアム NSTまつりスペシャル（ - 2013年）
- スマスタコースター NSTまつりスペシャル（2014年 - 2021年,2020年除く）
- NSTまつり 夢見るテレビスペシャル（2020年）
- NSTまつり 新潟青春文化祭（2022年 - ）
- お笑いの秋 NSTまつりサンデー（2022年 - ）

2004年の現社屋移転時から毎年秋の週末に開催される大型自社イベント「NSTまつり」の生放送特番。開始から長らく日曜日の会場からの生放送が無かったが、2022年より日曜にも特番が組まれるようになった。
- NST新潟総合テレビ開局50周年特別記念番組『スポーツで開く新しい地図』（2018年9月28日）

ほか

### フジテレビ系列遅れネット番組
特記の表記のない番組はフジテレビ制作。
- 何か“オモシロいコト”ないの?（水曜 1:05 - 1:35<火曜深夜>）
- チャンハウス（木曜 0:20 - 1:10<水曜深夜>）[4]
- いたジャン!（木曜 1:10 - 1:40<水曜深夜>）
- 坂道の向こうには青空が広がっていた。（金曜 1:40 - 2:10<木曜深夜>）
- ウラマヨ!（土曜 0:50 - 1:50<金曜深夜>。関西テレビ制作）
- TO BE HERO X（第3期[5]。土曜 5:30 - 6:00。bilibili＆BeDream、アニプレックス制作）
- ジャンクSPORTS（土曜 14:30 - 15:00）
- 有吉くんの正直さんぽ（土曜 15:00 - 16:30）
- テレビ寺子屋（日曜 5:30 - 6:00。テレビ静岡制作）
- かまいたちの机上の空論城（日曜 8:25 - 9:00。関西テレビ制作）
- おかべろ（日曜 9:30 - 10:00。関西テレビ制作）
- 物語の始まりへ（日曜 11:45 - 11:50。石川テレビ制作）
- タイムレスマン（月曜 0:55 - 1:25<日曜深夜>）
- ぐっさん家〜THE GOODSUN HOUSE〜（不定期放送。東海テレビ制作）

#### FNS各局制作番組
- FNSドキュメンタリー大賞 （水曜 2:05 - 3:00<火曜深夜>）
- FNSソフト工場
- わがまま!気まま!旅気分

### テレビ東京系列
- 昼めし旅 〜あなたのご飯見せてください!〜（月曜 - 木曜 13:50 - 14:20）
- あちこちオードリー（火曜 0:20 - 1:10<月曜深夜>）
- モヤモヤさまぁ〜ず2（水曜 0:20 - 1:05<火曜深夜>）
- 有吉ぃぃeeeee!そうだ!今からお前んチでゲームしない?（金曜 0:20 - 1:10<木曜深夜>）
- ゴッドタン（金曜 1:10 - 1:40<木曜深夜>）
- 男子ごはん（金曜 13:50 - 14:20。放送休止中[6]）[7]
- 出没!アド街ック天国（金曜 14:50 - 15:45）
- YOUは何しに日本へ?（土曜 12:00 - 12:55）
- 開運!なんでも鑑定団（土曜 16:30 - 17:30。再放送：日曜 12:55 - 14:00）
- となりのスゴイ家（日曜 12:00 - 12:55。BSテレ東制作）
- 所さんの学校では教えてくれないそこんトコロ!（日曜 14:00 - 14:55）
- 土曜スペシャル（不定期放送）

新潟県内4局のうち、NSTが一番多くテレビ東京系列の番組をネットしている。

### その他
- ロンブー亮の釣りならまかせろ!（日曜 6:29 - 7:00。テレビ埼玉制作）

## 過去に放送されていた番組

### 自社制作番組
- NSTワイド630
- NSTワイド6:00
- NSTスーパータイム
- NSTニュース555 ザ・ヒューマン
- NSTニュースコーナー
- NSTニュース3:50
- NSTニュース3:55
- NSTスーパーニュース
- NST みんなのニュース
- NST プライムニュース
- お天気ホットライン
- アイドル伝説→アイドル伝説II
- おかわり自由
- ザ・ハウジングニュース
- NST土曜スペシャル
- NST赤丸チェック
- NSTスーパー競馬
- NST河内さくらの料理教室
- お茶の間ショッピング
- エンドランサタデー
- NSTですこんにちは
- 母校で語るわたしの新潟
- 新潟発にんげん地図
- あんたがただれさ
- カプセルナイト
- 日曜はパジャマ
- DISINFO TV
- TVウォッチング
- 新潟市政ニュース
- ムズムズ‼︎トゥナイト
- 八千代ライブ
- 八千代 A GO!GO!（金曜 22:52 - 23:00、八千代コースターの姉妹番組）
- 村山商会の激安王 - ひな人形販売等を主な事業としていた村山商会（2021年現在は廃業し現存しない）提供の通販番組。1990年代前半まで放送されていた。
- あすの番組から - 放送終了直前に明日放送予定の番組情報とアナウンサーによるフリートークが主な内容のミニ番組。1992年まで放送されていた。
- Do It Yourself!! -どぅー・いっと・ゆあせるふ-（テレビアニメ版、当局・テレビ東京・BS11が制作参加[8]）
- バズタイムズ（金曜 22:52 - 23:00）
- NSTくらしの情報（月曜 - 金曜 11:54 - 12:00、日曜 14:55 - 15:00）2014年3月31日まで放送の生活情報番組、4月1日より「スマイルナビゲーション」に改題。

### フジテレビ系列
- ◇は本社が新潟市上所にあった時代で放送された番組。
- ◇小川宏ショー（1981年3月打ち切り）
- ◇志村けんのオレがナニしたのヨ?
- ◇おはよう!ナイスデイ
- ◇どうーなってるの?!
- ◇情報プレゼンター とくダネ!
- ◇ママとあそぼう!ピンポンパン
- ◇ひらけ!ポンキッキ
- ◇森田一義アワー 笑っていいとも!
- ◇笑っていいとも!増刊号
- 3時のあなた→タイム3→タイムアングル→TVクルーズ となりのパパイヤ→3時ヨこい!→ビッグトゥデイ→2時のホント→◇F2
- F2-X
- F2スマイル
- 知りたがり!
- アゲるテレビ
- ◇ライオン奥様劇場
- ◇ライオンのいただきます→ライオンのいただきますII
- ◇ライオンのごきげんよう
- ◇ウゴウゴ・ルーガ（1993年4月1日から。ウゴウゴルーガ2号も同時ネット）
- ◇オルトレ・イ・チンクワンタ
- ◇キンカン素人民謡名人戦
- ◇スター千一夜
- ◇クイズグランプリ→クイズ漫才グランプリ→逆転クイズジャック
- ◇夜のヒットスタジオ→夜のヒットスタジオDELUXE→夜のヒットスタジオSUPER
- ◇欽ちゃんのドンとやってみよう!→欽ドン!良い子悪い子普通の子→マイルド欽ドン!→欽ドン!お友達テレビ→欽ドン!ハッケヨーイ笑った!
- ◇オレたちひょうきん族
- ◇なるほど!ザ・ワールド
- ◇火曜ワイドスペシャル（同時ネットとなった1981年4月以前は、「NST土曜スペシャル」枠にて一部の番組のみ放送された[9]。）
- ◇世界名作劇場
- ◇ツヨシしっかりしなさい
- ◇プロ野球ニュース
- ◇報道2001 ※HD
- 新報道プレミアA ※HD
- ◇ミュージックフェア（1974年3月に打ち切り）
- ◇銭形平次 (大川橋蔵)（1976年4月BSNより移行）
- 華麗なる刑事
- 〜ジョーデキ!POP COMPANY〜POP屋
- おもしろ言葉ゲーム OMOJAN
- ◇HEY!HEY!HEY! MUSIC CHAMP
- 世界は言葉でできている
- ザ・ジャッジ! 〜得する法律ファイル→ザ・ジャッジEX
- 幸せって何だっけ 〜カズカズの宝話〜
- モウソリスト
- ひろいきの
- GO!GO!チャギントン
- 僕らが考える夜
- 村上信五とスポーツの神様たち（2016年3月30日に打ち切り）
- EG-style
- 指原カイワイズ
- スポーツジャングル
- トーキングフルーツ（2017年3月21日に打ち切り）
- そんなバカなマン
- 久保みねヒャダこじらせナイト（2017年3月に打ち切り）
- タカトシ牧場（北海道文化放送制作）
- ◇ぼくらの時代（仙台放送制作）
- 情熱エンジン（仙台放送制作）
- バナナマンのブログ刑事（東海テレビ制作）
- バナナ塾（東海テレビ制作）
- 大奥（関西テレビ制作）
- 雨上がり食楽部（関西テレビ制作。2015年3月に打ち切り）
- 関ジャニ∞のジャニ勉（関西テレビ制作。2016年10月6日に打ち切り）
- ◇さんまのまんま（関西テレビ制作）
- オトナ養成所 バナナスクール→キテるにハマる!課外授業 バナナスクール2（東海テレビ制作）
- ぼのぼの（第2作）（2018年9月に打ち切り）
- いただきハイジャンプ（2019年3月27日に打ち切り）
- 深夜喫茶スジガネーゼ
- ひまわりっ 〜健一レジェンド〜（テレビ宮崎制作[10]）
- 志村友達
- 粋男流儀〜遊びの美学〜（BSフジ制作）
- 村上マヨネーズのツッコませて頂きます!（関西テレビ制作）
- もしもツアーズ
- キスマイ超BUSAIKU!?
- KinKi Kidsのブンブブーン
- トキタビ
- イタズラジャーニー
- ニューヨークですが…何か?（2024年4月27日 - 2024年10月19日。土曜 2:00 - 2:30<金曜深夜>）
- 私のバカせまい史
- 相葉◎×部（2025年4月1日に打ち切り）
- 深夜のハチミツ→深夜のハチミツ!! Bee the top→ハチミツ!!

他多数

### テレビ東京系列
- アイカツ!シリーズ
  - アイカツ!→アイカツスターズ!→アイカツフレンズ!→アイカツオンパレード!（『アイカツプラネット!』はBSNで放送）
- ASAYAN
- 元祖!でぶや ※HD
- 炎の闘球児 ドッジ弾平
- ロスト・ユニバース
- ドンキーコング
- ビジネスマンニュース
- ヤンヤン歌うスタジオ
- 愛ラブSMAP
- 愛ラブジュニア
- 美の巨人たち
- ハロー!モーニング。（2006年3月に打ち切り後、同年10月からTeNYに移行）
- オレ達のWell歌夢
- ガレッジ ワザーランド
- とっとこハム太郎
- キンコンヒルズ（のちにTeNYへ移行）
- TVチャンピオン
- あっぱれ!日本一
- 大江戸捜査網
- きらりん☆レボリューション
- まんが猿飛佐助（東京12チャンネル時代、土曜 7:30 - 8:00に異時ネット）
- ケロロ軍曹（テレビ東京の本放送終了後に放送。かつてUXが傑作選をネットしていたことがあった）
- SDガンダム三国伝 Brave Battle Warriors（テレビ東京の本放送終了後に放送）
- レディス4→L4 YOU!（2015年3月27日打ち切り）[11]
- テレビあッとランダム（土曜正午異時ネット）
- ミラーファイト
- 恐竜大戦争アイゼンボーグ
- 大江戸捜査網
- ザ・スターボウリング
- 世界の料理ショー
- レッツGOアイドル
- 気分はパラダイス
- 独占スタージャック!
- にっぽんの歌（レギュラー放送版）
- プレイガール
- われら釣り天狗
- クイズ赤恥青恥
- ココリコミリオン家族
- にっぽん!いい旅
- 伝説巨神イデオン
- ざっくりハイタッチ
- 表参道MODE
- 博多華丸のもらい酒みなと旅（2017年3月に打ち切り）
- ヘイ!ヘイ!シュルーム（テレビ北海道制作）
- おしゃべりQっと!サイエンス（テレビ大阪制作）
- 新みつばちマーヤの冒険（テレビ大阪制作）
- 綾小路きみまろの人生ひまつぶし（テレビ大阪制作）
- 母ちゃんに逢いたい!（2017年10月に打ち切り）
- かがくdeムチャミタス!（テレビ大阪制作）
- ソレダメ!〜あなたの常識は非常識!?〜（2019年3月26日に打ち切り。現在はUXで放送）
- ヒャッキン!〜世界で100円グッズを使ってみると?〜（2019年3月31日に打ち切り）
- フューチャーカード バディファイトX オールスターファイト→フューチャーカード 神バディファイト（テレビ愛知制作。2019年4月23日に打ち切り）[12]
- TVチャンピオン極 〜KIWAMI〜
- チマタの噺（2020年5月5日に打ち切り）
- カードファイト!! ヴァンガードシリーズ（一部、テレビ愛知制作）[13]
  - カードファイト!! ヴァンガードG→カードファイト!! ヴァンガード（続・高校生編/新右衛門編）→カードファイト!! ヴァンガード外伝 イフ-if-
- WAVE!!〜サーフィンやっぺ!!〜
- ドラマ25
  - サ道2021→サ道
  - 晩酌の流儀
  - 晩酌の流儀2
  - ハコビヤ
- ゆるキャン△ (テレビドラマ)（第1期、第2期を放送。総集編及び再放送と第3期はTeNYで放送）
- キャラ@声部（テレビ愛知制作）
- ゲキカラドウ→ゲキカラドウ2
- SYNDUALITY Noir（第1クール、第2クール）
- 婚活食堂（BSテレ東制作）
- SHY（第1期、第2期）

他

### テレビ朝日系列
- 以下は新潟テレビ21開局までの項目。

※印はテレビ新潟開局から新潟テレビ21開局の間に放送された番組（新潟放送からの移行も含む）
- ANNニュースセブン（日曜日のみ未ネット）
- ANNニュースライナー
- 朝日新聞テレビ夕刊→ANNニュースレーダー（『…ニュースセブン』とは逆に日曜日のみのネット）
- ANNニュースファイナル ※
- アフタヌーンショー
- モーニングショー ※
- 河童の三平 妖怪大作戦（第12話より。第11話まではBSNで放送）
- 西部警察
- 暴れん坊将軍
- メタルヒーローシリーズ
- 土曜映画劇場
- 土曜ワイド劇場
- 日曜洋画劇場 ※
- 水曜スペシャル（同時ネットとなった1981年4月以前は、「NST土曜スペシャル」枠にて一部の番組のみ放送された）
- 欽ちゃんのどこまでやるの!?
- 特別機動捜査隊（開局時にBSNよりネット移行）
- 特捜最前線
- 魔法少女ララベル
- 象印スターものまね大合戦→象印ヒット作戦 1!2!3!→象印ライバル対抗大合戦!→象印クイズ ヒントでピント
- クイズタイムショック
- ドラえもん (1979年のテレビアニメ)（第1作はBSNで放送）
- 一休さん ※
- 勇者ライディーン
- キャンディ・キャンディ
- 月曜19時台前半アニメ枠
  - 魔法使いサリー（第1シリーズ）→ひみつのアッコちゃん（第1シリーズ）→魔法のマコちゃん→さるとびエッちゃん→魔法使いチャッピー→バビル2世→ミラクル少女リミットちゃん→魔女っ子メグちゃん
- ワールドプロレスリング
- デビルマン
- ミクロイドS
- 人造人間キカイダー
  - キカイダー01
- 素浪人 月影兵庫（近衛十四郎主演、最後の2話のみ）→素浪人 花山大吉
- ターゲットメン
- 日曜20時時代劇枠
  - 旅がらすくれないお仙
  - 遠山の金さん捕物帳
  - ご存知遠山の金さん
  - ご存知金さん捕物帳
  - 賞金稼ぎ
- 世なおし奉行
- ナショナルゴールデン劇場
- ポーラ名作劇場
- 火曜21時時代劇枠（1974年3月までは月曜22時に放送。1974年4月から1981年3月までは火曜21時に同時ネットで放送。1981年4月から『柳生十兵衛あばれ旅』が終了するまでは土曜20時に放送）※
  - 鬼平犯科帳（NET版第1シリーズ）→大忠臣蔵→荒野の素浪人→荒野の用心棒→破れ傘刀舟悪人狩り→破れ奉行→江戸の鷹 御用部屋犯科帖→破れ新九郎→半七捕物帳→江戸の牙→鬼平犯科帳（萬屋錦之介主演）→柳生あばれ旅→文吾捕物帳→柳生十兵衛あばれ旅
- 土曜ショー
- 激走!ルーベンカイザー
- パンポロリン
- 題名のない音楽会
- 宮田輝の日本縦断 ふるさと
- 忍者ハットリくん（30分版のみ、月曜 16:55 - 17:25に放送[14]）※
- 新婚さんいらっしゃい!（朝日放送制作、腸捻転解消後）
- 必殺シリーズ（朝日放送制作、『必殺仕置屋稼業』から。BSNでは『必殺必中仕事屋稼業』まで放送されたため、一時期は2局で並行放送となった）
- 霊感ヤマカン第六感（朝日放送制作、腸捻転解消後）
- おはようワイド・土曜の朝に（朝日放送制作） ※
- パネルクイズ アタック25（朝日放送制作） ※
- プロポーズ大作戦（朝日放送制作） ※
- 三枝の国盗りゲーム（朝日放送制作） ※
- ダイビングクイズ（毎日放送制作、腸捻転時代）

ほか多数
備考
『ANNニュースファイナル』「日曜洋画劇場」「水曜スペシャル」『土曜の朝に』はテレビ新潟開局により新潟地区に初登場した（「水曜スペシャル」ネット開始は『ベスト30歌謡曲』の終了以来5年ぶりで、事実上のテレ朝ネットの復活となった。）。

### 日本テレビ系列
※テレビ新潟開局まで
- NNN朝のニュース
- NNNきょうの出来事
- 11PM
- おはよう!こどもショー（1969年7月 - 1977年3月（?））
- ロンパールーム
- 底ぬけ脱線ゲーム
- スター誕生!（1週間遅れ。年末最後の回の場合は同時ネットの時あり）
- カックラキン大放送!!（1週間遅れ）
- 金曜20時、三菱電機提供枠。
  - プロレスリング中継→太陽にほえろ!
- 全日本プロレス中継（開始 - 1980年3月（?））
- 木曜スペシャル（「NST土曜スペシャル」枠にて、一部番組のみ放送）
- NST日曜ロードショー（「水曜ロードショー」の遅れネット）
- ミユキ野球教室
- TVジョッキー
- 24時間テレビ 「愛は地球を救う」
- 金曜劇場
  - 東京バイパス指令→ゴールドアイ、熱中時代（教師編第1シリーズ。刑事編と教師編第2シリーズはBSNにて放送）等
- 大都会シリーズ
- 大追跡
- 探偵物語（再放送はBSNとTeNYで放送）
- 巨泉×前武ゲバゲバ90分!
- 火曜8時枠時代劇
  - 伝七捕物帳、新五捕物帳
- 火曜劇場
- 月曜スター劇場
- 日曜20時枠
  - 進め!青春（最後の2話分のみ）→コント55号の裏番組をぶっとばせ!→おれは男だ!→飛び出せ!青春→おこれ!男だ→われら青春→水もれ甲介→俺たちの旅→俺たちの朝→西遊記→俺たちは天使だ!
- それは秘密です!!
- すばらしい世界旅行
- 木馬座アワー
- ヒットスコープ
- シャボン玉ホリデー
- サンデーデラックスショー
- 小さなスーパーマン ガンバロン
- かしましやでェ!
- サンデーサークル
- 細うで繁盛記（読売テレビ制作）
- 宇宙戦艦ヤマト（読売テレビ制作、第1シリーズは30分先行ネット、『――III』第24話まで放送）
- 新・巨人の星（読売テレビ制作）
- ごちそうさま - 14:45 - 15:00に時差ネット[15]。

ほか多数

### その他の番組
- 十字屋テレビショッピング（山形テレビ制作）
- 生命之光（2006年4月からUXに移行）
- 素敵に韓国☆グルメナビ（エンタメ〜テレ）
- コールドケース 迷宮事件簿シリーズ
- コケッコーさん
- 秋山莉奈のベジフルライフ
- マメシバ一郎 フーテンの芝二郎
- クイーンズランド歩き（バツフォ映像舎制作）
- BanG Dream!（第2期まで放送。第3期はUXで放送）
- フィッシング倶楽部（テレビ埼玉制作）
- 鬼滅の刃（BSNから移行）[16]
- Artist#18File（金曜 2:20 - 2:25<木曜深夜>[17]。TOKYO MX制作）
- 【推しの子】（第2期を放送。第1期はBSNで放送）
- Re:ゼロから始める異世界生活（第3期 襲撃編・反撃編[18]。AT-X制作）
- ざつ旅-That's Journey-（AT-X、BS11、読売テレビ制作）